# Aceite de estragón
El aceite de estragón, conocido también como aceite de tarrago, es un aceite esencial, incoloro o de color verde amarillento, con un aroma parecido al anís y un sabor picante. Se extrae por destilación de las flores de la especie comúnmente llamada estragón, artemisia dracunculus.
Entre otros compuestos contiene fenoles, metil-éter, chavicol de metilo y trans-anetol, que aportan sus propiedades digestivas y antálgicas (combate el dolor). Entre sus usos terapéuticos, se suele utilizar en aromaterapia como ayuda para las alergias.